# Tumuli van Omal
De Tumuli van Omal (lokaal aangeduid met Les cinq Tombes) zijn een vijftal Gallo-Romeinse grafheuvels bij Omal in de Belgische provincie Luik in de gemeente Geer. Ze liggen aan de N69, daar lokaal Chaussée Romaine geheten, een oude Romeinse weg van Tongeren naar Bavay. Langs de zuidkant van de weg ligt een Romeinse generaal onder de grootste grafheuvel terwijl aan de noordkant van de weg zijn vier zonen liggen onder vier kleinere grafheuvels. De tumuli werden opgericht in de 2e eeuw n.Chr. De tumuli en de omgeving ervan werden in 1984 beschermd als monument en als landschap.

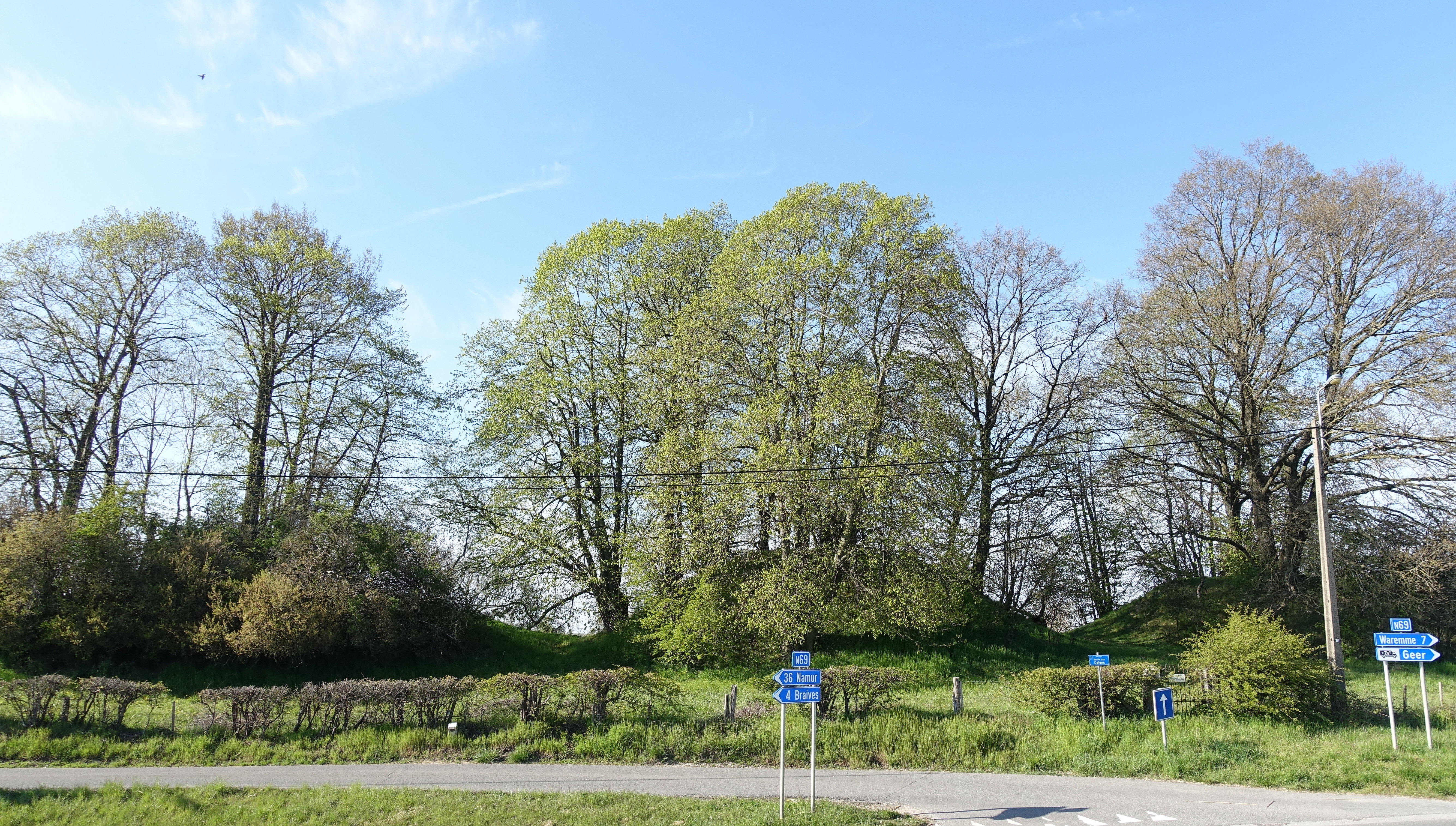
De noordelijke tumuli van Omal

## Onderzoek
In verschillende periodes zijn de tumuli opgegraven. In 1850 vond het eerste onderzoek plaats waarbij A.G.B. Schayes heuvels 2 en 4 opgroef. In 1876 werden door Looz de heuvels 1 en 3 onderzocht. In 1889 werd heuvel 5 onderzocht door Tihon. De vondsten in de heuvels 1 en 3 worden in het Koninklijke Musea voor Kunst en Geschiedenis te Brussel en in het Museum Curtius te Luik bewaard.
In heuvel 1 (de oostelijke tumulus) werd een ingegraven trapezoïdale kist aangetroffen op een diepte van 2,38 meter. Deze kist had afmetingen van 1,50 m bij 2,05 bij 2,65 meter en heeft een bankje van langs de muren. Onder de kist werden crematieresten aangetroffen. De grafgiften waren rijkelijk en bestonden uit een glazen lamp, kruiken en vazen in aardewerk, een patera in ceramiek, een ijzeren mes, bronzen schotels en een kleine bronzen kandelaar.
In heuvel 2 trof men een laag aarde aan die gemengd was met houtskoolresten en as. In deze laag werd een rechthoekige grafkist aangetroffen met enkele grafgiften.
In heuvel 3 bevond zich een vierkantige grafkamer met een zijde van 3,25 meter en een diepte van 1,90 meter. Langs minstens twee zijden van de kist trof men kleine bankjes aan. In de grafkamer bevonden zich lampen, kralen van een ketting, resten van leder en fragmenten van glas.
Heuvel 4 is niet volledig afgewerkt als gevolg van een landverschuiving.
In heuvel 5 (ten zuiden van de weg) trof men een brandplaats aan en een lege gracht.
Verder werd er een parazonium, maar onbekend is in welke tumulus dit was. Het is een kort ijzeren zwaard met een ivoren handvat dat in een ivoren schede in één stuk kon worden geschoven. Dit prestigestuk was als paradewapen enkel bestemd voor hooggeplaatsten binnen het leger of de centuriatie.

## Afmetingen
De tumuli zijn alle tussen de vier en vijf meter hoog met een ovaal grondplan. De oostelijke tumulus was de kleinste met een diameter tussen de 21 en 17,5 meter. De twee middelste tumuli zijn tussen de 24 en 23 meter in doorsnee. Heuvel 4, de meest westelijke tumulus is tussen de 23 en de 26 meter in doorsnee. De vijfde tumulus (ten zuiden de weg) had een diameter van 20 tot 22,8 meter en een hoogte van 5,2 meter.

## Zie ook

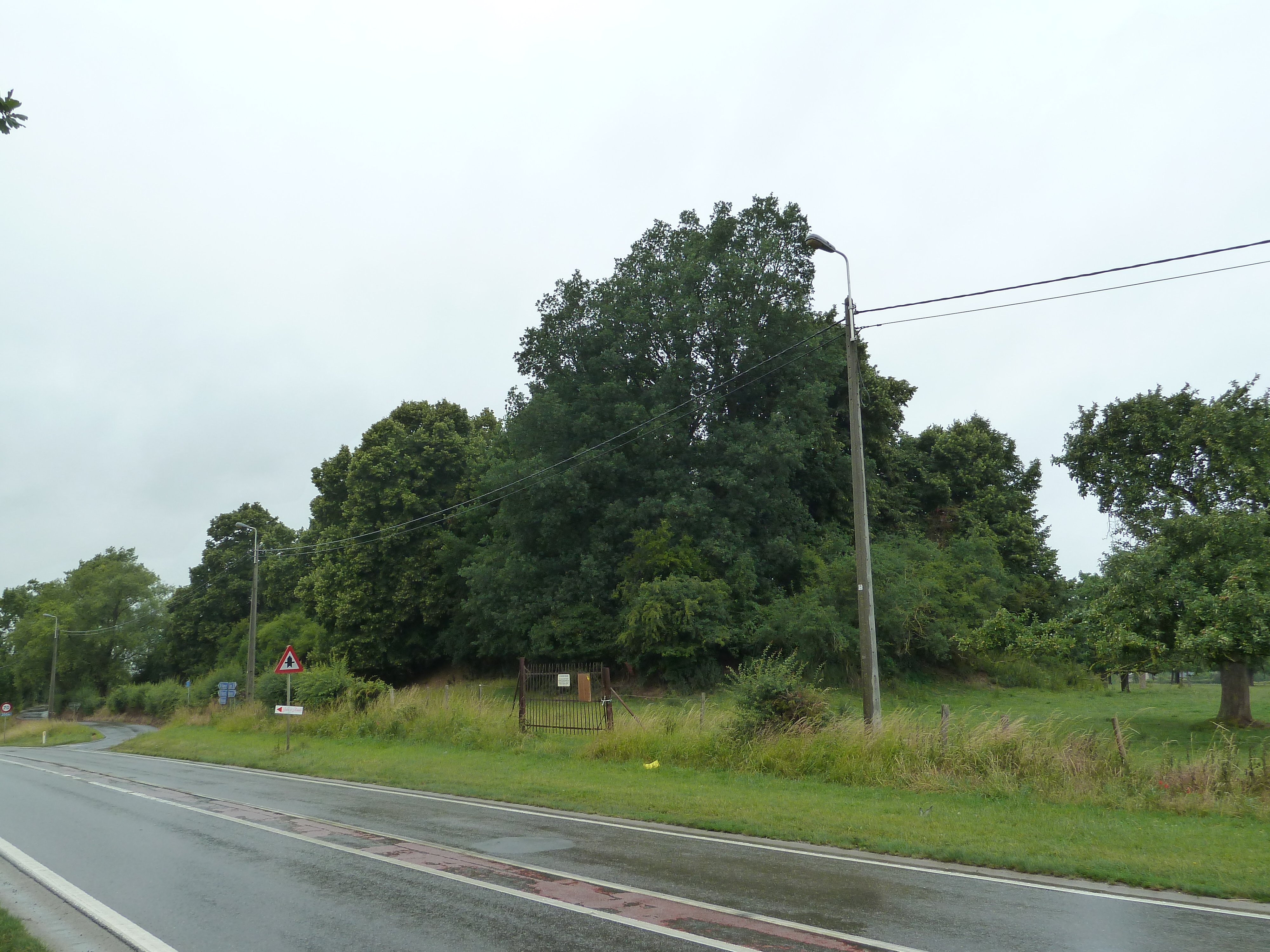
De noordelijke vier tumuli
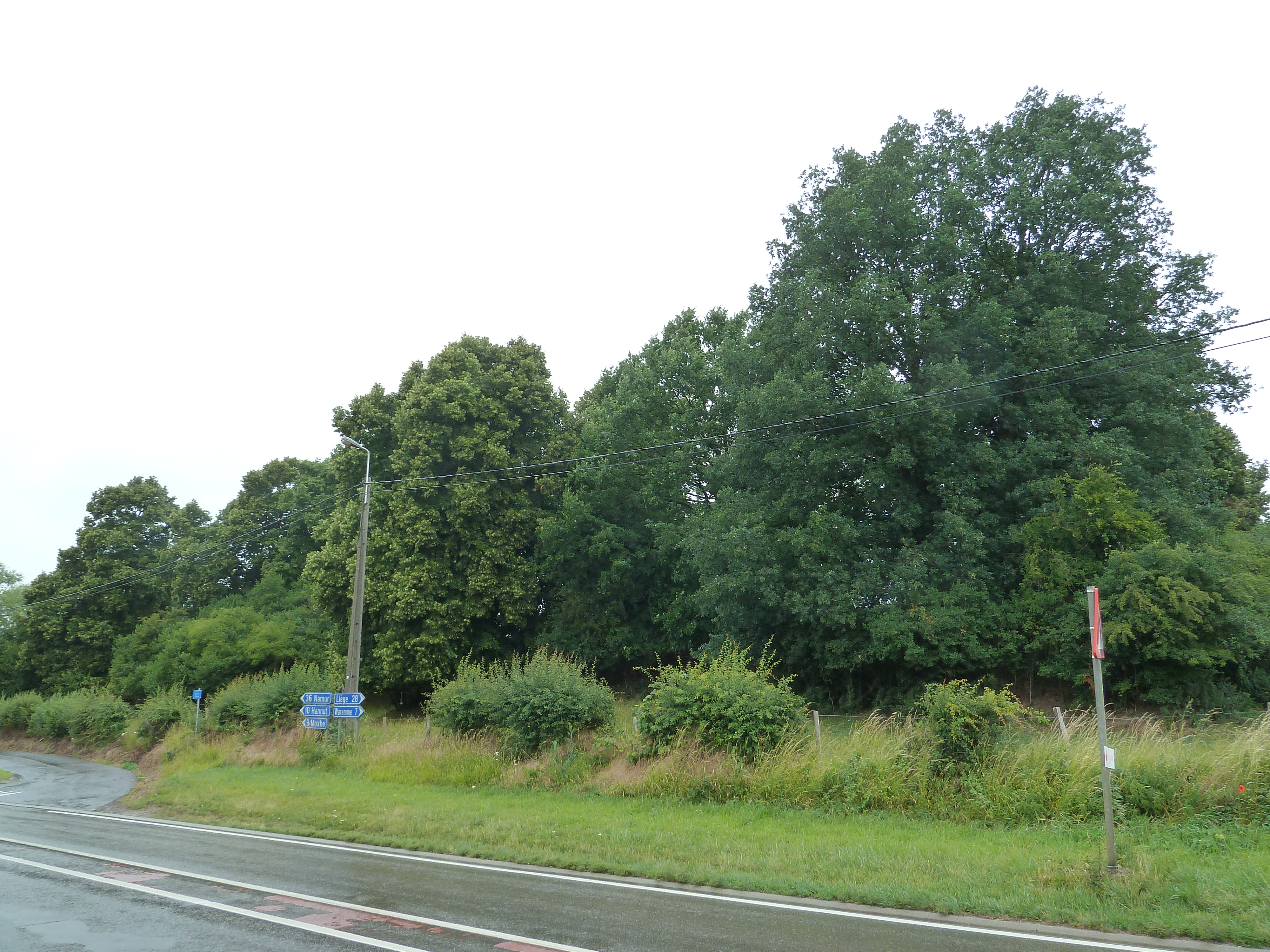
Idem
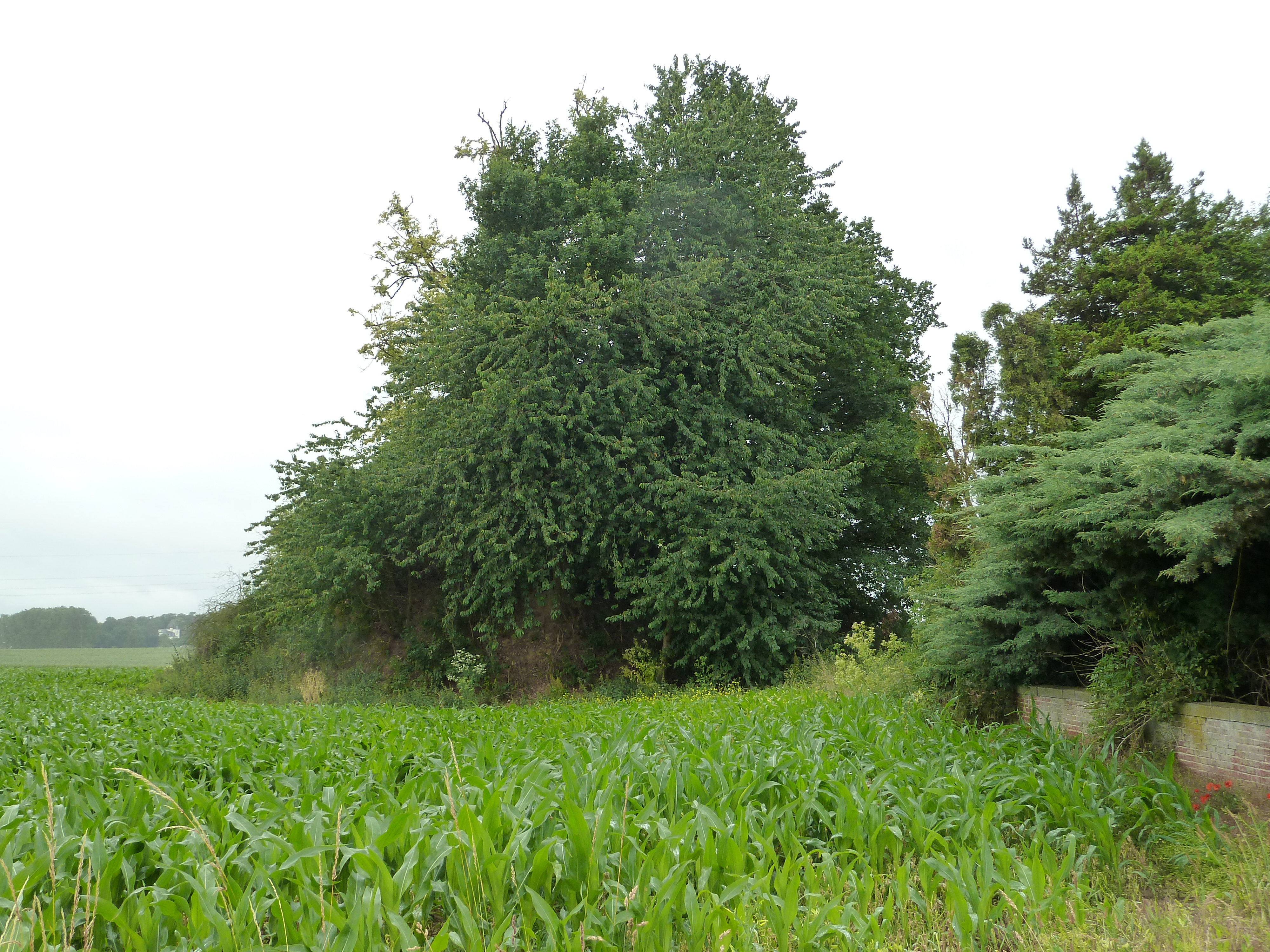
De zuidelijke tumulus
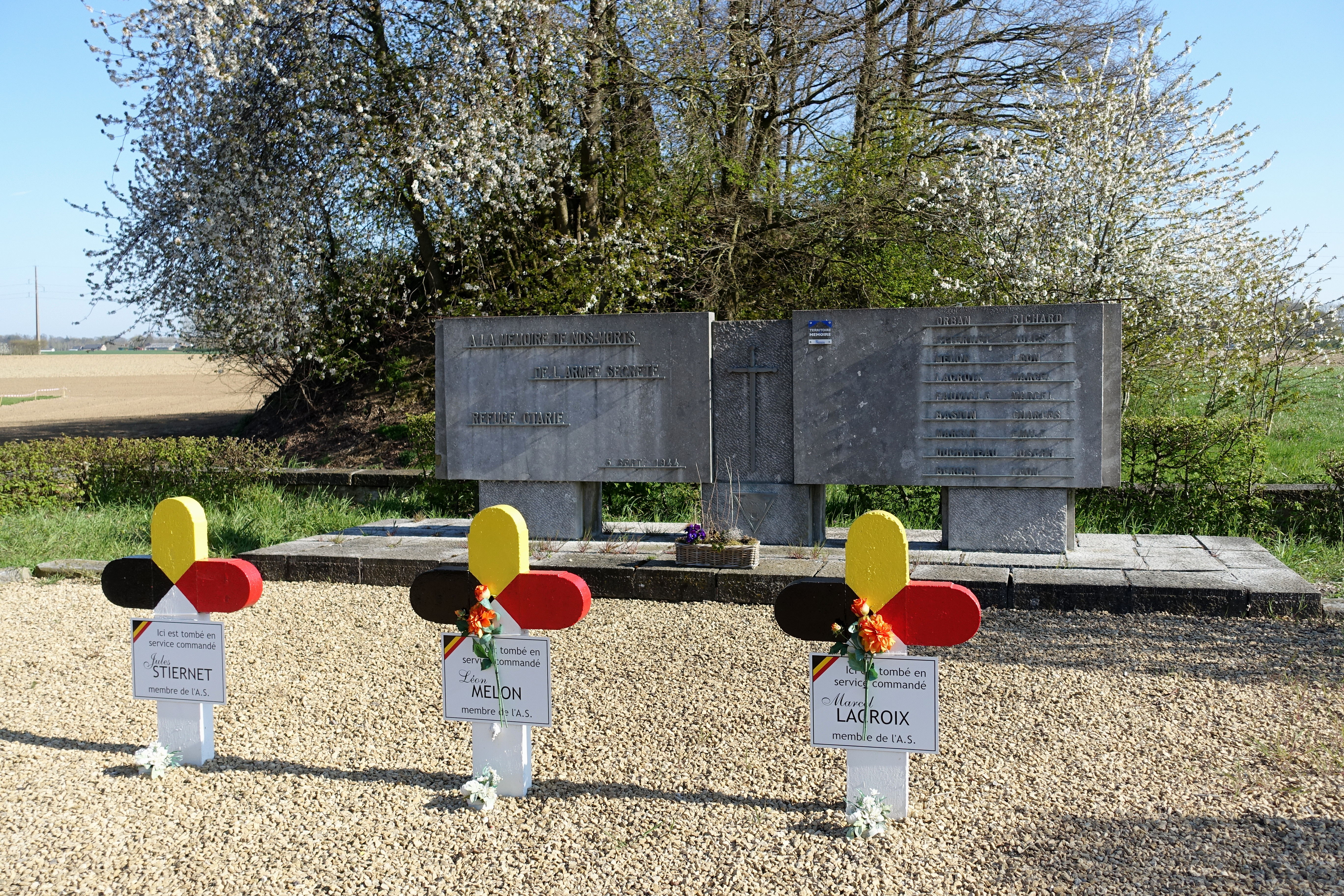
Zuidelijke tumulus achter gedenkteken WOII